# Senan Louis O’Donnell
Senan Louis O’Donnell OSA (* 24. Februar 1927 in Scattery Island; † 12. April 2023 in Dún Laoghaire) war ein irischer Ordensgeistlicher und römisch-katholischer Bischof von Maiduguri in Nigeria.

## Leben
Senan Louis O’Donnell trat der Ordensgemeinschaft der Augustiner bei und empfing am 17. Juli 1955 die Priesterweihe.
Papst Johannes Paul II. ernannte ihn am 18. September 1993 zum Bischof von Maiduguri. Der Bischof von Yola, Patrick Francis Sheehan OESA, spendete ihm am 28. November desselben Jahres die Bischofsweihe; Mitkonsekratoren waren Ayo-Maria Atoyebi OP, Bischof von Ilorin, und Joseph Sunday Ajomo, Bischof von Lokoja.
Am 28. Februar 2003 nahm Papst Johannes Paul II. sein altersbedingtes Rücktrittsgesuch an. O’Donnell starb im Alter von 96 Jahren im St. Michael’s Hospital im irischen Dún Laoghaire.

## Einzelnachweis
1. ↑  Magdalene Kahiu: May Former Bishop of Nigeria’s Maiduguri Diocese “rest now in the peace of the Risen Lord”. In: aciafrica.org. 14. April 2023, abgerufen am 14. April 2023 (englisch).

| Vorgänger                        | Amt                             | Nachfolger              |
| -------------------------------- | ------------------------------- | ----------------------- |
| James Timothy Kieran Cotter OESA | Bischof von Maiduguri 1993–2003 | Matthew Man-Oso Ndagoso |

| Personendaten    | Personendaten                                                          |
| ---------------- | ---------------------------------------------------------------------- |
| NAME             | O’Donnell, Senan Louis                                                 |
| ALTERNATIVNAMEN  | O’Donnell, Senan Louis OSA                                             |
| KURZBESCHREIBUNG | irischer Ordensgeistlicher, römisch-katholischer Bischof von Maiduguri |
| GEBURTSDATUM     | 24. Februar 1927                                                       |
| GEBURTSORT       | Scattery Island                                                        |
| STERBEDATUM      | 12. April 2023                                                         |
| STERBEORT        | Dún Laoghaire                                                          |